# 湾里乡
湾里乡，是中华人民共和国江西省上饶市弋阳县下辖的一个乡镇级行政单位。

## 行政区划
湾里乡下辖以下地区：
周店村、李桥村、广兴村、官源村、西李村、庙前村和湖桥村。